# Olaf Ier de Man
Olav Ier le Rouge ou Óláfr Guðrøðarson  (né vers 1085/1086 - 29 juin 1153) était « roi de l'île de Man et des îles ». Il régna effectivement, semble-t-il, de 1113 à 1153 soit 40 ans comme l'indiquent les Chroniques de Man. Son surnom était « Morsel » et il était le fils cadet du roi Godred Crovan.

## Son règne
Lagman, le fils aîné de Godred Crovan, fut le premier à hériter du trône de Man. Les rois de Norvège, Magnus Berføtt (Magnus aux-pieds-nus) et Sigurd Jorsalafare, annexèrent l'île de Man de 1099 à 1103, ensuite Muirchertach Mór mac Toirdhleabhach Ua Briain Ard ri Érenn (Haut roi) d'Irlande et temporairement maître du royaume scandinave de Dublin exerça sa suzeraineté sur le royaume de Man, ce qui provoqua une rupture dans la ligne des successions.
Puis, durant quarante années, Olaf régna sans être contesté. Le terme royaume des Îles englobait l'île de Man et les Hébrides, depuis le Calf of Man (une petite île à la pointe sud-ouest de l'île de Man) jusqu'au Butt of Lewis. Dans les documents qu'il émit, Olaf adopta à son égard la désignation latine « rex insularum » (« roi des Îles »), traduction littérale du titre gaélique « ri Innse Gall » (litt. « roi des îles étrangères »), que les rois s'arrogeaient depuis la fin du Xe siècle. On lui accordait aussi le titre latin de Rex Manniae et Insularum (« roi de Man et de Îles »).
Olaf I exerça un pouvoir considérable et il parvint, selon les chroniques de l'époque, à maintenir des alliances si fortes avec les rois d'Écosse et d'Irlande, qu'aucun d'eux ne s'aventura à troubler la quiétude des îles durant le règne du roi mannois. En 1134, le roi Olaf établit un monastère cistercien à Rushen.
En 1153, Olaf se trouvant trop âgé pour faire le voyage vers la Norvège afin de rendre l'hommage au roi, confia cette mission à son fils aîné Godred. Mettant à profit cette occasion, Ragnald ou Reginald le fils de son frère Harald tué en 1099 se révolta contre le roi et mit avant ses droits au trône. Cette tentative échoua mais Ragnald assassina le roi Olaf Ier le 29 juin 1153.

## Ses descendants
La première femme d'Olaf, qu'il épousa en 1102, se nommait Aufrica de Galloway fille de Fergus de Galloway.
Elle donna pour fils le futur roi,
- Godfred le Noir.

Sa seconde épouse, Ingeborg Haakonsdottir, fille de Haakon Paulsson, Jarl des Orcades mort en 1122. De ce mariage naquit au moins une fille,
- Ragnhild, qui épouse en 1140 Somerled, roi de Kintyre et des Îles.

Ses autres fils issus de diverses concubines sont :
- Reginald III ;
- Lagmann ;
- Harald.